# Richard Pautasso
Richard Humberto del Carmen Pautasso (Santa Fe, 20 de enero de 1933 - 20 de diciembre de 2013) fue un artista plástico argentino, escenógrafo y vestuarista de teatros independientes en Santa Fe y Rosario. Ilustró libros y cuentos en los diarios El Litoral y La Capital. Alternó su residencia entre su ciudad natal y Buenos Aires donde, desde 1960 expuso en diversas galerías.

## Trayectoria
Fue un reconocido artista plástico contemporáneo. Con diecisiete años de edad, en 1950, expuso en varias oportunidades en diversas galerías nacionales e internacionales como Galería Chapultepec (México), Palacio de Arte (Guatemala), Universidad de León (Nicaragua), Instituto de Prensa (El Salvador). Fue invitado por la Embajada Argentina para exponer en Holanda, Suiza y Alemania.
Cursó sus primeros estudios plásticos en la Escuela Provincial de Artes Visuales Prof. Juan Mantovani, a la que se incorporó como profesor de Composición Plástica y Espacial, desde 1962 hasta su retiro. Dictó cursos de arte en distintos establecimientos educativos.
Hizo trabajos gráficos importantes de manera individual y colectiva, alcanzando proyección regional y nacional, además de iniciarse como ilustrador de cuentos y poemas del diario “El Litoral” durante tres décadas ininterrumpidas y del diario “La Capital”.
Fue escenógrafo y vestuarista en los teatros independientes de Santa Fe y Rosario.
Integró la obra musical “El Retablillo de Maese Pedro”, junto a Urondo, Paolantonio, Brascó y Ragone, entre otros artistas. Su primera muestra, presentada por Paco Urondo, se realizó en 1950.
Trabajó como ambientador en la película “Los Inundados” con Fernando Birri y además se le encomendó el trabajo gráfico y montaje del “Tire dié” y el material gráfico de las ediciones del período de Fernando Birri y Juan Carlos Arch, en el Instituto Superior de Cinematografía de la Universidad Nacional del Litoral.
En sus obras refleja la sensibilidad del artista frente a la realidad que lo rodea, rinde homenaje al arte plasmando en cada pieza su cosmovisión, asumiendo el riesgo estético e indagando nuevos horizontes
Sus obras se encuentran en Museos, colecciones particulares, cuatro de sus trabajos pertenecen a la colección itinerante del City Bank de Buenos Aires.
Junto a otros protagonistas del primer teatro independiente de Santa Fe -Agustín Zapata Gollán, Francisco Urondo, Fernando Birri, entre otros-, Pautasso fue reconocido en 2012 en la muestra exhibida en el Teatro Municipal 1.º de Mayo, en una compilación que homenajeó a un movimiento artístico que alcanzó trascendencia regional, nacional e internacional. 
Recientemente sus obras fueron expuestas en la muestra de dibujos, cajas y objetos “Dedicado al Cine” (2008) en el Museo de Arte Contemporáneo (MAC) de la Universidad Nacional del Litoral y el Museo Municipal de Artes Visuales “Sor Josefa Díaz y Clucellas” recibió “Ojos Bien Abiertos” (2012), “Dar, recibir, devolver” (2014), “Creadores Santafesinos, 15 años” (2015) -exposición de obras de autores provinciales de la plástica, música y literatura, homenajeados por el artista y crítico de arte Domingo Sahda- y “100 miradas al arte santafesino. Tradición y modernidad” (2016), curada por el Dr. Jorge Taverna Irigoyen y la Prof. Raquel Garigliano.
También los trabajos de Richard Pautasso formaron parte en 2016 de la muestra “Secretorama o Una colección del tamaño de un hombre: Luis León de los Santos (1897-1970)”, exhibida en el Museo Provincial de Bellas Artes Rosa Galisteo de Rodríguez.

## Trabajos
| Año  | Nombre de la obra         |
| ---- | ------------------------- |
| 1958 | "El Beso"                 |
| 1959 | "Joven ambulante"         |
| 1960 | "La Fusión"               |
| 1982 | "Máscara del capitalismo" |
| 1986 | "Presos del tiempo"       |
| 1986 | "Tortura bajo la lluvia"  |
|      | "Fotosíntesis"            |
| 1991 | "El taxi boy"             |
| 2003 | "Raíces"                  |

## Exhibiciones, Premios y reconocimientos
- Premio “Castagnino” de Rosario, 1957.
- Obras premiadas en el salón anual de Santa Fe “Rosa Galisteo de Rodríguez”, en 1954 y 1966.
- Beca para realizar estudios en Ecuador, en Perú y Bolivia.
- Beca anual del salón de becarios “Rosa Galisteo de Rodríguez”, 1968.
- Premio del salón anual de Tucumán, 1969.
- Premio Asociación Amigos del Museo de Bellas Artes, otorgado por el Museo Pcial. “Rosa Galisteo de Rodríguez” en el año 1988.
- En 1990 expone en Praxis, Santa Fe.
- En 1992 expone “El paisaje y los sueños” en el museo de Artes Visuales de Santa Fe.
- Participa en la muestra colectiva “500 años” mediante la instalación de objetos.
- En 1993 expone “Metamorfosis de la máscara” en el Museo de Artes Visuales de Santa Fe. También realiza la ambientación y el vestuario del telefilm “Habló el Señor Núñez” con la dirección de Juan Carlos Arch.
- En 1994 realiza dos exposiciones: Galería Banco Bica y en el recinto de exposiciones de la Escuela de Artes Visuales “Prof. Juan Mantovani” en el mismo período tiene a cargo la ambientación y vestuario del telefilm “Música de Laura”.
- En 1995 expone en la Escuela de Artes Visuales “Prof. Juan Mantovani”.
- En 1996 expone la serie “Las venenosas” y “Estudio de maquetas para emplazamiento urbano” en el Museo de Artes Visuales “Sor Josefa Díaz de Clusellas”.
- En 2009 expone "Muestra Antológica" en el Museo Municipal de Artes Visuales "Sor. Josefa Díaz de Clucellas"